# Кенес (Павлодарская область)
Кенес (каз. Кеңес) — село в Иртышском районе Павлодарской области Казахстана. Входит в состав Каракудукского сельского округа. Код КАТО — 554645200.

## Население
В 1999 году население села составляло 156 человек (80 мужчин и 76 женщин). По данным переписи 2009 года, в селе проживало 55 человек (25 мужчин и 30 женщин).